# Heterogorgia verrucosa
Heterogorgia verrucosa is een zachte koraalsoort uit de familie Plexauridae. De koraalsoort komt uit het geslacht Heterogorgia. Heterogorgia verrucosa werd in 1868 voor het eerst wetenschappelijk beschreven door Verrill. 